# Need for Speed: The Run
Need for Speed: The Run là một trò chơi điện tử đua xe, được phát triển bởi EA Black Box và phát hành bởi Electronic Arts. Đây là trò chơi thứ 18 trong loạt trò chơi đua xe nổi tiếng Need for Speed, được phát hành ở Bắc Mỹ vào ngày 15 tháng 11 năm 2011 và ở châu Âu vào ngày 18 tháng 11 năm 2011. Dành cho các hệ điều hành như Microsoft Windows, Play Station 3, Xbox 360, 3DS và Wii.
Trò chơi được miêu tả là xoay quanh những cuộc đua xuyên nước Mỹ, từ San Francisco đến New York. Đoạn đường của trò chơi dài đến 3000 dặm, dài gấp 3 lần trò chơi trước đó, Need for Speed: Hot Pursuit, khiến nó trở thành trò chơi lớn nhất của loạt Need for Speed.
Need for Speed: The Run là game có cốt truyện được đạo diễn bởi nhà đạo diẽn nổi tiếng Michael Bay.

## Cách chơi
Trò chơi gồm các cuộc đua đầy tốc độ và nguy hiểm, kéo dài từ San Francisco đến New York, có những điểm dừng chân tại Las Vegas, Denver, Chicago,... làm cho trò chơi này là trò chơi đầu tiên trong loạt Need for Speed sử dụng những địa danh thật.
Trò chơi sử dụng chế độ sự kiện nhanh, cho phép người chơi ra khỏi xe và di chuyển bằng chân, lần đầu tiên trong lịch sử của Need for Speed.
Cảm giác lái xe của trò chơi được mô tả là "nằm đâu đó giữa Shift và Hot Pursuit", không mang tính arcade như Hot Pursuit cũng không mang tính giả lập như Shift. Những hư tổn của xe cũng sẽ xuất hiện. Không như Hot Pursuit, những chiếc xe trong trò chơi này có thể được độ và nâng cấp.
Trò chơi cho phép chơi trực tuyến lên đến 16 người chơi.

## Cốt truyện
Cốt truyện của trò chơi xoay quanh một nhân vật có tên Jackson "Jack" Rourke. Một tai nạn làm cho anh có dính líu với một tổ chức tội ác, anh bị truy nã và phải trốn chạy để sống sót. Dưới sự chỉ định của người đồng minh, Sam Harper, anh tham gia một sự kiện có tên "The Run", là cuộc đua dài 3000 dặm băng qua nước Mỹ, từ San Francisco đến New York.
3DS: Trong nền tảng này, cốt truyện cũng giống với trên. Nhân vật chính tên là Matt, anh cũng dính líu như nhân vật với cốt truyện trên và cũng là một trong những tay đua thí sinh tham gia sự kiện "The Run".

## Đón nhận
Need for Speed: The Run nhận được những đánh giá trái chiều. Đánh giá đầu tiên là từ GameInformer, đưa ra số điểm 7,8/10 và cho rằng, "Need for Speed: The Run không hẳn là một trò chơi tệ, nó chỉ không tận dụng được thời cơ của mình".
GameTrailers thì cho số điểm khá hơn, 8,4/10 và nói, "Need for Speed: The Run không được tốt lắm, mặc cho sự nổi tiếng thì nó vẫn có một cốt truyện cụt và có những thiết kế đồ họa khá là xấu. Mặc dù vậy nó vẫn vượt qua những khiếm khuyết và có những nét nổi bật trong cách lái cũng như chế độ trực tuyến khá đơn giản".